# برنیکه یکم

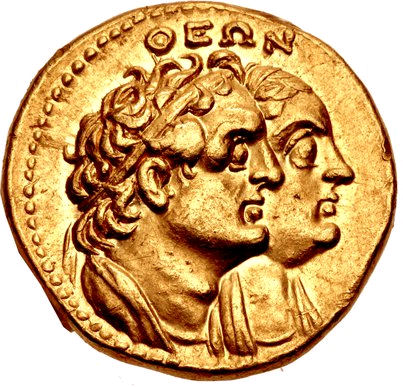
برنیکه یکم با همسر دومش بطلمیوس یکم سوتر

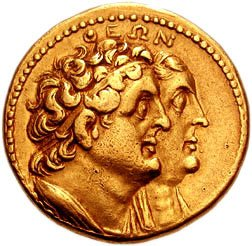
پرتره‌های برنیکه یکم و بطلمیوس یکم سوتر بر روی یک هشت دراخمای طلایی ضرب‌شده در اسکندریه در سال. ۲۶۵ قبل از میلاد

برنیکه یکم (انگلیسی: Berenice I؛ حوالی ۳۴۰ پیش از میلاد – مابین ۲۷۹ و ۲۶۸ پیش از میلاد) ملکه همسر مصر باستان از طریق ازدواج با بطلمیوس یکم سوتر بود. او بعد از اوریودیکه مصر دومین ملکه دودمان بطلمیوسی مصر باستان شد.

## زندگی و خانواده
برنیکه اصالتاً از ائوردئا بود. او دختر شاهدخت آنتیگونه مقدونی و یک مرد محلی ناشناس، یک اشراف‌زاده مقدونی به نام ماگاس بود. پدربزرگ مادری او یک اشراف‌زاده به نام کاسندر بود که برادر آنتیپاتر وصی و نایب‌السلطنهٔ امپراتوری اسکندر کبیر بود و از طریق مادرش به خانواده او مرتبط بود.

## اولین ازدواج
در سال ۳۲۵ پیش از میلاد، برنیکه با یک اشراف‌زاده و افسر نظامی ناشناس به نام فیلیپ ازدواج کرد.. فیلیپ پیش از این ازدواج کرده و فرزندان دیگری نیز داشت.
از طریق اولین ازدواج خود، او مادر پادشاه ماگاس سیرنه، آنتیگون که با پادشاه پیرهوس ازدواج کرد، و دختری به نام تئوکسنا شد.
ماگاس در زمانی که به عنوان کشیش آپولون خدمت می‌کرد، یک کتیبه به خود و پدرش اختصاص داد. پیرهوس نام او را به یک شهر جدید به نام برنیکیس داد.
فیلیپ حدود سال ۳۱۸ پیش از میلاد درگذشت.
ملکه مصر
پس از مرگ همسر اولش، برنیکه به همراه فرزندانش به مصر سفر کرد و به عنوان یکی از بانوان دربار نزد نخستین دخترعمو مادرش، اوریودیکه مصر که همسر بطلمیوس اول بود، خدمت می‌کرد. بطلمیوس اول یکی از ژنرال‌های اسکندر بزرگ و بنیان‌گذار دودمان بطلمیوسی مصر باستان بود.
برنیکه وارد رابطه‌ای با بطلمیوس اول شد که در سال ۳۱۷ پیش از میلاد با او ازدواج کرد. برنیکه مادر آرسینوئه دوم، فیلوترا و پسری به نام بطلمیوس دوم شد.
پسر او، بطلمیوس دوم، به عنوان جانشین پدرش شناخته شد و نسبت به فرزندان اوریودیکه مصر از بطلمیوس اول ترجیح داده شد.
در طول سلطنت او، بطلمیوس دوم یک بندر در دریای سرخ ساخت و آن را به نام مادرش، برنیکه نامگذاری کرد.
پس از مرگ او، بطلمیوس دوم و بعداً بطلمیوس چهارم فیلوپاتور فرمان‌هایی برای تقدیس او صادر کردند (تئوکریتوس، چکامه‌های شبانی ۱۵ و ۱۷).